# 大矢知陣屋
大矢知陣屋（おおやちじんや）は、伊勢国朝明郡大矢知村（現・三重県四日市市）に存在した忍藩の陣屋。忍藩（奥平松平家）が飛び地として領有した地にあり、代官・畠山氏の支配拠点だった。大矢知地区の四日市市立大矢知興譲小学校の敷地に存在した。

## 歴史
桑名藩の奥平松平家は、文政6年（1823年）頃に松平忠堯が武蔵国忍（おし）、現在の埼玉県行田市への転封を命じられた。国替えで支配領地の多くは忍城を中心とした領域に移ったが、員弁郡・朝明郡・三重郡の一部地域3万7千石はそのまま残され、忍藩の飛び地となった。1830年（文政13年）には7千石増加した。その後幕府領を経て、1847年（弘化4年）三重郡八王子村など7か村が忍藩領として復活。1854年（嘉永7年）には文政時代時点の支配地域に復し、明治維新を迎えた。
転封後の文政7年（1824年）に大矢知の陣屋が建設された。忠堯は、畠山氏の畠山宇右衛門と畠山小平太に差配を命じた。代官宅は南東の大矢知興譲小学校校門付近で、長屋門と裏門と長屋とその南側に米倉が立っていた。その他に牢屋が設置されていた。員弁郡・朝明郡・三重郡大矢知地域の忍藩領地の村々から年貢米を納めるため大矢知陣屋前の道沿いにあった田に杭を打って牛馬をつなぎ、順番を待ったといわれる。天保14年（1843年）に天保の改革の影響で幕府直轄領になり、信楽陣屋や笠松陣屋の支配を受けた。この時期、支配の拠点は別の場所に移っていたと推定されている。嘉永7年（1854年）にふたたび忍藩領土に戻った。この際、改めて陣屋の整備が実施されている。
敷地内には学問所の「興譲館」が存在した。
廃藩置県後の大矢知陣屋は牢獄となったが、1876年（明治9年）の伊勢暴動の際に焼失した。

## 周辺市街地
周辺の街には油屋・菓子屋・饅頭屋・大工職人の店・薬屋・呉服店・八百屋・うどん店・雑貨店が並んでいた。